# Ester Boserup
Ester Talke Boserup født Børgesen, (18. maj 1910 på Frederiksberg – 24. september 1999 i Ascona, Schweiz) var en dansk økonom (cand.polit.) og demograf, med økonomisk udvikling og landbrugsudvikling som speciale. Hun arbejdede i FN og andre internationale organisationer og skrev flere bøger. Hun hævdede i modsætning til Thomas Malthus, at madproduktion som følge af teknologiske fremskridt ville vokse i takt med befolkningsvæksten.
To priser ved Københavns Universitets Copenhagen Centre for Development Research er opkaldt efter hende: The Ester Boserup Prize for Research on Development, der hvert år siden 2013 er blevet overrakt til en forsker, der har præsteret "fremragende samfundsvidenskabelig forskning inden for udvikling og økonomisk historie", og The Ester Boserup Thesis Prize, der fra 2015 gives til en nyligt afsluttet ph.d.-afhandling inden for økonomisk udvikling og beslægtede discipliner.
Ester Boserup er begravet på Ordrup Kirkegård.

## Værker
- Ester Boserup: Staten og Importhandelen. Udgivet af Socialvirke. I Kommission hos Thaning & Appels Forlag. København 1945
- Ester Boserup: The Conditions of Agricultural Growth: The Economics of Agrarian Change under Population Pressure (Chicago, Aldine, 1965, ISBN 0-415-31298-1).
- Ester Boserup: Woman's Role in Economic Development (London, Earthscan, 1970, ISBN 1-85383-040-2)
- Ester Boserup: Population and technology. Oxford: Basil Blackwell, 1981
- Ester Boserup: My Professional Life and Publications 1929-98. (Copenhagen, Museum Tusculanum Press, 1999, ISBN 978-87-7289-520-8).

### Biografiske kilder
- Kvinfo om Ester Boserup Arkiveret 6. marts 2016 hos  Wayback Machine

### Artikler
- Ester Boserup: "Nogle centrale økonomiske Spørgsmaal i Lys af den marxistiske Teori" (Nationaløkonomisk Tidsskrift, 3. række, Bind 44; 1936) Arkiveret 5. marts 2016 hos  Wayback Machine
- Ester Boserup: "Dansk Importregulering gennem 15 Aar" (Nationaløkonomisk Tidsskrift, Bind 85; 1947)
- Ester Boserup: "Udviklingslandenes import af fødevarer på langt og kort sigt" (Nationaløkonomisk Tidsskrift, Bind 104; 1966) Arkiveret 5. marts 2016 hos  Wayback Machine

### Andres omtaler og anmeldelser
- Kjeld Philip (anmeldelse af): Ester Boserup: The Conditions of Agricultural The Economics of Agrarian Change under Population Pressure; George Allen & Unwin Ltd. London 1965; (Nationaløkonomisk Tidsskrift, Bind 103; 1965) Arkiveret 5. marts 2016 hos  Wayback Machine
- Kjeld Philip (anmeldelse af): Ester Boserup: Woman s role in economic development. London: George Allen and Unwin, 1970; (Nationaløkonomisk Tidsskrift, Bind 109; 1971) Arkiveret 4. marts 2016 hos  Wayback Machine